# Cholmeley Dering (4e baronnet)
Cholmeley Dering, 4e baronnet (23 juin 1679 - 9 mai 1711) est un homme politique conservateur anglais qui siège à la Chambre des communes anglaise et britannique de 1705 à 1711. Il est tué en duel après une bagarre dans un dîner.

## Jeunesse
Il est le fils aîné de Edward Dering (3e baronnet) de Surrenden à Pluckley, Kent et d'Elizabeth Cholmeley, fille de William Cholmeley, 2e baronnet de Whitby, Yorkshire. Cholmeley Dering a dix ans lorsqu'il succède à son père comme baronnet en 1689. Le 17 juillet 1704, il épouse Mary Fisher, enfant unique d'Edward Fisher, marchand de Mitcham, et de sa femme Ellen Norton, fille de Richard Norton.

## Carrière
Il est élu en tête du scrutin comme député conservateur du Kent lors des Élections générales anglaises de 1705. Il vote contre le candidat à la présidence de la Cour le 25 octobre 1705. Aux élections générales britanniques de 1708, il est battu dans le Kent. Cependant, il est réélu comme député de Saltash lors d'une élection partielle le 7 décembre 1708. L'année suivante, il est arrêté dans une taverne près du Royal Exchange avec trois collègues députés qui deviendront plus tard membres du club conservateur, le Band of Brothers. En 1710, il suit la ligne du parti, votant contre la destitution du Dr Sacheverell. Aux Élections générales britanniques de 1710 il est élu pour Saltash et le Kent et choisit de siéger pour le Kent.

## Mort et héritage
Dering dîne avec d'autres dans une auberge près de Hampton Court le 7 mai 1711 quand il s'implique dans une dispute avec Richard Thornhill. Ils se battent et dans la lutte qui suit, Dering donne un coup de pied qui casse plusieurs dents de Thornhill. Leurs compagnons interrompent le combat, mais Thornhill envoie à Dering une note le défiant en duel à Tothill Fields à Westminster le matin du 9 mai. Le duel est avec des pistolets, les deux étant tirés mais seul Dering est touché et il est décédé peu de temps après. Thornhill est jugé pour meurtre mais reconnu coupable de l'infraction moindre d'homicide involontaire coupable, à la lumière de la provocation initiale.
L'incident est enregistré par Jonathan Swift dans son Journal to Stella et est évoqué par Richard Steele dans The Spectator . Thornhill est assassiné à Turnham Green le 20 août de la même année, par deux hommes qui auraient invoqué le nom de Dering en le tuant .
L'épouse de Dering, Mary, est décédée en 1707 à l'âge de 20 ans, peut-être à la suite de la naissance de leur fils cadet Cholmeley. Dering et sa femme ont au moins deux enfants:
- Edward Dering (5e baronnet) qui lui succède comme baronnet
- Cholmeley Dering